# Lüterkofen
Lüterkofen est une localité et une ancienne commune suisse du canton de Soleure, située dans le district de Bucheggberg.

## Histoire
Situé sur le Bibernbach, le village fait partie su Moyen Âge du landgraviat de Bourgogne (de) avant de devenir une propriété des Habsbourg, puis des comtes de Buchegg. En 1931, il est acquis par la ville de Soleure avec l'ensemble de la seigneurie du Bucheggberg.
En 1960 la commune a fusionné avec sa voisine de Ichertswil pour former la nouvelle commune de Lüterkofen-Ichertswil.

## Patrimoine bâti
Une ancienne ferme, située au centre du village (Kesslergasse 2–4), est inscrite comme bien culturel d'importance régionale.